# Dynjandisá
Dynjandisá – rzeka w północnej Islandii, w okręgu Norðvesturkjördæmi, w regionie Vestfirðir, w gminie Vesturbyggð, o powierzchni zlewni 43 km². Swój początek bierze w jeziorze Stóra-Eyjavatn, znajdującym się na płaskowyżu Dynjandisheiði. Uchodzi do Morza Grenlandzkiego, poprzez zatokę Dynjandisvogur, będącą częścią fiordu Arnarfjörður. Średni przepływ obserwowany w latach 1992–2001 wyniósł 3,17 m³/s.
Na rzece licznie występują wodospady, z których najwyższym jest Dynjandi, zwany także Fjallfoss, położony w górnym jej biegu. Mierzy 146 m wysokości, co czyni go piątym najwyższym wodospadem w kraju, najwyższym w regionie. Jest to wodospad o pięciu progach. Najwyższa kaskada ma 91 m wysokości. Poniżej położone są także m.in.: Hundafoss, Strokkur, Göngumannafoss, Hrísvaðsfoss i Sjóarfoss.
Rzekę przecina droga Vestfjarðarvegur, łącząca drogę Hringvegur z miastem Ísafjörður.
W pobliżu Dynjandi znajduje się kemping, gdzie zatrzymują się autokary z turystami chętnymi zobaczyć wodospad. Do dyspozycji odwiedzających są m.in. toalety z bieżącą wodą.